# Estação Hôtel des Monnaies
Hôtel des Monnaies (fr) ou Munthof (nl) é uma estação das linhas 2 e 6 do Metro de Bruxelas.